# Regener Pappik Busch
Regener Pappik Busch ist ein gemeinsames Projekt der deutschen Musiker Sven Regener, Richard Pappik und Ekki Busch. Mit dem Jazzalbum Ask Me Now kamen sie 2021 in die deutschen Charts.

## Hintergrund
Sänger und Gitarrist Sven Regener war 1985 Gründungsmitglied von Element of Crime, Schlagzeuger Richard Pappik kam ein Jahr später dazu. Als Livemusiker war ab den 1990er Jahren auch Ekki Busch von den Suurbiers mit der Band unterwegs. Er trug Akkordeon und andere Tasteninstrumente bei. Drei Jahrzehnte war die Pop-Rock-Band im deutschsprachigen Raum erfolgreich.
Ende der 2010er Jahre startete Regener zusammen mit Musikern anderer Bands die Crucchi Gang, ein Projekt mit italienischsprachiger Musik. Ein Jahr später beschloss Regener, mit seinen beiden Bandkollegen Jazzklassiker aus den 1940er und 1950er Jahren aufzunehmen. Als Jugendlicher hatte er Trompete gelernt und war ursprünglich vom Jazz gekommen. Nach den Element-of-Crime-Jahren brachte ihn der Tod seines ehemaligen Trompetenlehrers wieder zu den Wurzeln zurück. Als Regener Pappik Busch veröffentlichte das Trio Anfang März 2021 das Album Ask Me Now, benannt nach einem Stück von Thelonious Monk. Des Weiteren enthält es Stücke unter anderem von Dizzy Gillespie, John Coltrane, Billie Holiday und Nat King Cole. Es stieg auf Platz 15 der deutschen Albumcharts ein. In den deutschen Jazzcharts erreichte das Album im Monat März 2021 die Chartspitze.

## Mitglieder
- Sven Regener, Trompete
- Richard Pappik, Schlagzeug
- Ekkehard Busch, Klavier

## Diskografie
- Ask Me Now (Vertigo Berlin 2021)
- Things to Come (Vertigo/Universal 2022)[5]
- Field Of Lights (2025)